# Guns & Ammo
Guns & Ammo es una revista dedicada a armas, caza, tiro deportivo, recarga y otras actividades relacionadas.

## Contenido y circulación
La revista ofrece reseñas sobre armas de fuego, municiones, óptica y equipo de tiro en sus artículos que incluyen también información histórica, de colección de armas, artículos de defensa personal y entrevistas con celebridades. Además, cada número contiene varios artículos destacados y perfiles de la industria de armas de fuego, así como evaluaciones técnicas y nuevos productos.
Guns & Ammo también publica noticias e información referente a políticas de armas. Su evaluación anual de "Los mejores estados para propietarios de armas" analiza las leyes, decisiones judiciales y posiciones de cada estado de EE. UU. sobre cuestiones de " defender su posición " y " doctrina del castillo ".
Guns & Ammo se publica mensualmente. Su tirada anual es de 5,3 millones de ejemplares. El 97% de los lectores son hombres; El ingreso promedio de los lectores se estima en 102.000 dólares.

## Historia
Guns & Ammo fue fundada por Robert E. Petersen en 1958 y ha contado con escritores de armas famosos como PO Ackley, Craig Boddington, Jeff Cooper, Garry James, Bill Jordan, Elmer Keith, Bob Milek, Patrick Sweeney, Col. Townsend Whelen y John Wooters. Charlton Heston, expresidente de la Asociación Nacional del Rifle de Estados Unidos, fue autor de una columna sobre derechos de armas para la revista titulada "Desde el Capitolio" hasta 2007.

## Personal
Actualmente, la revista Guns & Ammo incluye columnas escritas por Eric R. Poole (Editorial), Garry James (Gun Room), Richard Nance (Gun Tech), Jeremy Stafford (Handgunning), Tom Beckstrand (Rifles & Glass), el SGM retirado Kyle E. Lamb (Lock, Stock & Barrel), Dave Emary (Bullet Board) y Keith Wood (Spent Cases).